# Austrolebias melanoorus
Austrolebias melanoorus är en fiskart som först beskrevs av Amato, 1986.  Austrolebias melanoorus ingår i släktet Austrolebias och familjen Rivulidae. Inga underarter finns listade.